# Y Возничего
Y Возничего (лат. Y Aurigae), HD 278195 — одиночная переменная звезда в созвездии Возничего на расстоянии приблизительно 6216 световых лет (около 1906 парсеков) от Солнца. Видимая звёздная величина звезды — от +10,02m до +9,16m.

## Характеристики
Y Возничего — жёлто-белый гигант, пульсирующая переменная звезда, классическая цефеида (DCEP) спектрального класса F5-F9 или F5. Радиус — около 33,91 солнечных, светимость — около 520,424 солнечных. Эффективная температура — около 4734 К.